# Фаруэлл, Оливер Аткинс
Оливер Аткинс Фаруэлл (англ. Oliver Atkins Farwell, 1867 — 1944) — американский ботаник.    

## Биография
Оливер Аткинс Фаруэлл родился в 1867 году. 
Он внёс значительный вклад в ботанику, описав множество видов растений.
Оливер Аткинс Фаруэлл умер в 1944 году. 

## Научная деятельность
Оливер Аткинс Фаруэлл специализировался на папоротниковидных и на семенных растениях.  

## Некоторые публикации
- 1900. A catalogue of the flora of Detroit.
- 1915. Notes On Michigan Liliaceae. Torrey Botanical Club.
- 1918. Notes on the Michigan flora. 195 pp.
- 1918. The Trillium grandiflorum group: Farmington Township, Oakland County, Michigan. Ed. Michigan Academy of Science.
- 1919. Panicum lineare, L. Ed. University Press.
- 1919. Bromelica (Thurber), a new genus of grasses. Ed. New England Botanical Club.
- 1922. Botanical source of the cola nut of commerce. Osyris alba substitute for Scoparius. Ed. Philadlephia College of Pharmacy.
- 1923. Corallorrhiza maculata Raf. Ed. New England Botanical Club.
- 1923. Botanical gleanings in Michigan. Ed. University Press.

## Почести
В его честь был назван вид растений Myriophyllum farwellii. 